# スター選手育成制度
スター選手育成制度（スターせんしゅいくせいせいど）とは、公営競技の競艇において、低迷する売上の向上策として、2005年スタートした地区スター候補生を発展する形で新設された若手の競艇選手の強化・育成を行うプログラムである。2009年スタートした。

## 構成
- 全国スター候補
- 地区スター候補
- 地元スター候補
- 準地元スター候補

の4つのランクを制定、それぞれの選考基準に基づき選手を選出し育成を行う。